# Ág, Baranya
Ág este un sat în districtul Hegyhát, județul Baranya, Ungaria, având o populație de 192 de locuitori (2011). 

## Demografie
Componența etnică a satului Ág
     Maghiari (70,9%)
     Romi (21,16%)
     Germani (3,7%)
     Necunoscut (4,23%)
     Alții (4,23%)
Componența confesională a satului Ág
     Fără religie (12,5%)
     Luterani (2,6%)
     Necunoscută (84,9%)
Conform recensământului din 2011, satul Ág avea 192 de locuitori. Din punct de vedere etnic, majoritatea locuitorilor (70,9%) erau maghiari, existând și minorități de romi (21,16%) și germani (3,7%). Apartenența etnică nu este cunoscută în cazul a 4,23% din locuitori. Nu există o religie majoritară, locuitorii fiind persoane fără religie (12,5%) și luterani (2,6%). Pentru 84,9% din locuitori nu este cunoscută apartenența confesională.